# Сан-Себаштиан-да-Педрейра
Сан-Себаштиан-да-Педрейра (порт. São Sebastião da Pedreira)  —  район (фрегезия) в Португалии,  входит в округ Лиссабон. Является составной частью муниципалитета  Лиссабон. Находится в составе крупной городской агломерации Большой Лиссабон. По старому административному делению входил в провинцию Эштремадура. Входит в экономико-статистический  субрегион Большой Лиссабон, который входит в Лиссабонский регион. Население составляет 5871 человек на 2001 год. Занимает площадь 1,05 км².
Покровителем района считается Святой Себастьян (порт. São Sebastião).